# English Electric Part Two
English Electric Part Two is het achtste studioalbum van de Engelse progressieve-rockband Big Big Train. Het album werd in 2013 op cd en als muziekdownload uitgebracht via het eigen label English Electric Recordings en Giant Electric Pea. Via Plane Groovy werd het album op vinyl uitgebracht. In 2019 werd een gelimiteerde heruitgave op vinyl uitgebracht door English Electric Recordings en Plane Groovy.
Al tijdens het uitbrengen van zijn voorganger English Electric Part One kwam de mededeling dat dat album een opvolger zou krijgen. Het album is opgenomen in de eigen English Electric Studios in Bournemouth. Aanvullende opnames vonden plaats in andere studio's in Engeland en Nederland.

## Ontvangst
De voorloper van het album, English Electric Part One, werd door de lezers van Dutch Progressive Rock Pages (DPRP) uitgeroepen tot album van het jaar. Ook recensente Alison Henderson was er erg over te spreken. Dit zette volgens haar de deur wijd open voor meer van hetzelfde. Volgens haar is Part One rustiger en commerciëler, terwijl Part Two meer doet denken aan de Engelse industrie met "deeper and denser images hewn from steel and granite, soil and coal, water and steam". DPRP's Roger Trenwith kon het nummer The Permanent Way vergelijken met Genesis in de tijd dat Phil Collins zanger was, wat hem niet beviel: "[it] is the only time on the record I've thought 'here we go', which is a shame because as a stand alone piece of music it's more than OK."

## Musici
- Nick D'Virgilio – slagwerk, zang
- Dave Gregory – gitaar, banjo, mellotron
- David Longdon – zang, dwarsfluit, banjo, accordeon, melodica, toetsinstrumenten, mandoline
- Danny Manners – toetsinstrumenten, contrabas
- Andy Poole – zang, akoestische gitaar, toetsen, mandoline
- Greg Spawton – basgitaar, Moog, zang, mandoline, akoestische gitaar, toetsen

Met onder andere:
- Andy Tillison (Parallel or 90 Degrees, The Tangent) – orgel, Moog, keyboard
- Daniel Steinhardt (Tin Spirits) – elektrische gitaar
- Jan Jaap Langereis (Salmon) – blokfluit
- Martin Orford (IQ, Jadis, The Lens) – achtergrondzang
- Rachel Hall (Stackridge) – viool

## Muziek
Alle muziek en teksten zijn geschreven door Spawton tenzij anders aangegeven. 
| Nr. | Titel                           | Duur  |
| --- | ------------------------------- | ----- |
| 1.  | East Coast Racer                | 15:43 |
| 2.  | Swan Hunter (Longdon & Spawton) | 6:20  |
| 3.  | Worked out                      | 7:30  |
| 4.  | Leopards (Longdon)              | 3:54  |
| 5.  | Keepers of Abbeys               | 6:58  |
| 6.  | The Permanent Way               | 8:29  |
| 7.  | Curator of Butterflies          | 8:44  |